# リューネの森
リューネの森（リューネのもり）は徳島県鳴門市大麻町桧に位置する団地である。

## 地理
リューネの森は鳴門市の主な団地であり、かつての板東俘虜収容所のすぐそばにある。
またドイツ館、大麻比古神社、四国八十八箇所のスタート地点の霊山寺、さらに2006年に公開された映画『バルトの楽園』のロケセットを移築した阿波大正浪漫 バルトの庭などの名所も付近にある。裏に大麻山がある。設立から約15年たっている。
人口は500人以上、戸数は少なくとも350戸あり子供の数が多いのが特徴で、「第1回徳島県まちづくり 環境大臣優秀賞」を受賞している。

### 河川
- 寺前谷川

## 周辺の主な施設
- 鳴門市ドイツ館
- 大麻比古神社
- 霊山寺 (鳴門市) - 四国八十八箇所一番寺。
- 極楽寺 (鳴門市) - 四国八十八箇所二番寺。

## 最寄駅
- JR四国板東駅

## 交通
- 鳴門西パーキングエリアの高速バス停「鳴門西」
- 鳴門市営バス停「ドイツ館」
- 鳴門市営バス停「桧」